# Horyu-ji
Horyu-ji (japanski: kanji: 法隆寺, hiragana: ほうりゅうじ, romaji: Hōryū-ji za "Hram procvalog prava"; čita se Horjuu-đi) je najstariji drveni budistički hram iz 7. stoljeća u Japanu, nedaleko od tadašnje prijestolnice Nare; najstariji drveni hram na svijetu. Upisan na UNESCOv popis mjesta svjetske baštine u Aziji i Oceaniji 1993. godine.
Izgrađen po kineskim uzorima snažno je utjecao na svu kasniju japansku arhitekturu. Sastoji se od pagode, ulaznog trijema i zlatne dvorane kondo s jedinstvenim zidnim slikama najstarijeg razdoblja japanskog slikarstva, koje su nažalost uništene.
Sačuvan je minijaturni Tamamushi (buba) oltar ukrašen slikama u laku. Ovaj oltar je replika još starijeg hrama, a njegove slike su jedne od rijetkih iz dinastije Asuka (552. – 646.). U glavnoj dvorani (Kondo) nalazi se trijem s tri brončane skulpture (tzv. Šaka trijada koja predstavlja Sahkjamunija – povijesne Bude) autora Torija Busshija, unuka kineskog izbjeglice. Ova dva djela pokazuju kako se brzo budizam, kao carska religija, proširio Japanom.

## Povijest
U vremenu dinastije Asuke, u samo jednom stoljeću, procvali su novi oblici filozofije, medicine, glazbe, kulinarstva, odijevanja, agronomije, urbanizma, ali i umjetnosti i arhitekture. No, najvažnije novine su bile Mahajana budizam (s brojnim bodisatvama), centralizirani državni sustav i pismo. Svaki od njih nije doslovno uvezen iz Kine, nego je prilagođen japanskim uvjetima i bogatoj japanskoj tradiciji.
Kako su hramovi bili središta za štovanje nove religije (za razliku od šintoizma u kojemu su se štovale lokacije u prirodi) princ Shotoku (574. – 622.), koji je vladao kao regent i bio glavni promicatelj budizma, osnovao je hram Horyuji u blizini glavnog grada Nare 607. godine.
U Japanu je postojala jaka tradicija sustava vertikalnih i horizontalnih greda i konzola, a tradicija obrade drveta bila je i superiornija od kineske. Uz to, potreba demontiranja i ponovnog podizanja zgrada, koja je proizlazila iz premještanja sjedišta carstva, stvorila je izuzetno spretno tesarstvo nenadmašive vještine i velike modularne točnosti. Tako nije ni čudo da su upravo Japanci napravili ovaj veličanstveni.
Nakon požara 670. godine Horyuji je obnovljen, a brojni kineski graditelji, proizvođači crjepova i kipari, sjatili su se u japanski glavni grad da iskoriste prednosti carske zaštite.
Možda se upravo zbog Horyujija središte carstva ustalilo u Nari 710. godine.

## Arhitektura
Sačuvane građevine Horyujija su glavna (zlatna) dvorana (C), petokatna pagoda (D), vratarnica Chu-mon (A) i obodna galerija (B), najstariji su postojeći primjerci istočnoazijske drvene arhitekture.
Za kondo ili glavnu dvoranu preuzet je nacrt svečanih dvorana koje su u Kini bile poznate od dinastije Han nadalje. Nagoviješteni gornji kat ne postoji, jer iznutra samo strop od drvenih rešetaka dijeli postolje za kipove (s veličanstvenim brončanim skulpturama) od krova. Kondo ima razmjerno jednostavan sustav konzola gdje su krak konzole i rog kombinirani u potpornju strehe, a drvena građa nije bila naročito obrađena. Kasnije su konzole bile više dekorativne i sastojale su se od sustava od tri ili četiri razine konzola.
Dvorana s natpisima (F), zvonik (G) i kodo ili nastavna dvorana (E), koja se oslanja na sjevernu obodnu galeriju, sagrađene su kasnije i potječu iz 10. stoljeća.
Ovaj kompleks je jedinstven i jer se Pagoda nalazi zapadno od glavne osi sjever-jug, što je razlika od kineskih uzora.
- Glavna vrata (門, chu-mon)
- Zlatna dvorana (金堂, kondō)
- nastavna dvorana (講堂, kōdō)
- Skulptura stražara (仁王, Niō)
- Pagoda Hokki-ji (法起寺)

## Poveznice
- Japanska umjetnost

## Vanjske poveznice
- Horyuji